# محوطه قلعه بدرخان شیرخان
محوطه قلعه بدرخان شیرخان مربوط به دوران‌های تاریخی پس از اسلام است و در شهرستان صحنه، بخش دینور، روستای زیباجوب واقع شده و این اثر در تاریخ ۴ خرداد ۱۳۸۴ با شمارهٔ ثبت ۱۱۸۱۱ به‌عنوان یکی از آثار ملی ایران به ثبت رسیده است.